# Amy Steel
Amy Steel est une actrice américaine née le 3 mai 1960 en Pennsylvanie aux États-Unis. Elle est principalement connue pour ses rôles dans Vendredi 13 : Le Tueur du vendredi et Week-end de terreur.

## Biographie
Amy Steel a joué dans plusieurs soap opera dont Haine et Passion et La Force du destin au début de sa carrière.
Par la suite, elle tourne beaucoup pour la télévision
Son rôle le plus important au cinéma était Ginny Field dans Vendredi 13 : Le Tueur du vendredi (1981). Ensuite, le producteur de la franchise, Frank Mancuso Jr., offre à Amy Steel un rôle pour la suite Meurtres en 3 dimensions, mais elle refuse l'offre . En 1985, Frank Mancuso Jr. offre un rôle à Amy dans Week-end de terreur.

## Filmographie

### Cinéma
- 1981 - Fat Angels : Alison
- 1981 - Le Tueur du vendredi : Ginny Field
- 1982 - Meurtres en trois dimensions : Ginny Field (scènes finales du précédent volet)
- 1983 - Surexposé : Invitée de la fête
- 1984 - Terreur dans la salle
- 1986 - Week-end de terreur : Kit
- 1987 - Walk Like a Man : Penny
- 1992 - Play Nice : Nancy
- 1999 - Tycus : La mère
- 1999 - Valerie Flake : Denise
- 2014 - Tales of Poe : La mère des rêves/ narratrice

### Télévision
- 1980 : La Force du destin (série télévisée) : Peggy Warner
- 1980-1981 : Haine et Passion (série télévisée) : Trudy Wilson
- 1982 : Seven Brides for Seven Brothers (série télévisée) (1 épisode): Allison Freleng
- 1982 : Sacrée famille (série télévisée) (1 épisode): Stephanie Brooks
- 1982-1983 : Matthew Star (The Powers of Matthew Star) (série télévisée) : Pam Elliott
- 1983 :  Chips (série télévisée) (1 épisode): Kelly Monahan
- 1983 : L'Agence tous risques (série télévisée) (1 épisode): Kathy Ludlam
- 1983 : Le Pénitencier de l'enfer (Téléfilm) : Liz Larson
- 1983-1984 : For Love and Honor (série télévisée) : Sharon
- 1985 : Stir Crazy (série télévisée) (1 épisode) : Lisa Grant
- 1985 : First Steps (Téléfilm) : Nan Davis
- 1987 : Home Fires (téléfilm) : Cathy Ash
- 1988 : La Marque de l'araignée rouge (téléfilm) : Kate O'Day
- 1989 : La loi est la loi (série télévisée) (1 épisode) : Mia Delaine
- 1990 : Le Père Dowling (série télévisée) (1 épisode) : Murphy
- 1990 : Code Quantum (série télévisée) (1 épisode) : Maggie Spontini
- 1991 : Qu'est-il arrivé aux sœurs Hudson ? (Téléfilm) : Connie
- 1992 : China Beach (série télévisée) (1 épisode): Maria Koloski
- 1992 : Walter and Emily (série télévisée) (1 épisode): Ginny
- 1992 : Perry Mason (épisode La robe rouge) (téléfilm) : Roxanne Shields
- 1993 : Space Rangers (série télévisée) (1 épisode) : Sarah Boon
- 1993 : Time Trax (en) (série télévisée) (1 épisode) : Laura Darrow
- 1994 : Viper (série télévisée) (1 épisode) : Lisa Hinckle
- 1994 : Papa bricole (série télévisée) (1 épisode) : Eve
- 1994 : Ray Alexander: A Taste of Justice (Téléfilm) : Dr. Gail Baker
- 1994 : Le Silence de l'innocent (Téléfilm) : Molly
- 1994 : Diagnostic : Meurtre (série télévisée) (1 épisode) : Jenny Morley
- 1995 : L'As de la crime (série télévisée) (1 épisode) : Rhonda Shonick
- 1995 : Abandonnée et trahie (Téléfilm)
- 1996 : American Gothic (série télévisée) (1 épisode) : Christie
- 1996 : Chicago Hope, la vie à tout prix (série télévisée) (1 épisode) : Lisa Erickson
- 1997 : Millenium (série télévisée) (1 épisode) : Dr. Liz Michaels
- 2000 : J.A.G. (série télévisée) (1 épisode): Samantha Woodling
- 2003 : A Time to Remember (Téléfilm) : Claire Goodman Isenberg

## Voix françaises
- Dorothée Jemma dans Abandonnée et trahie (1995)